# Croix du prisonnier politique 1940-1945

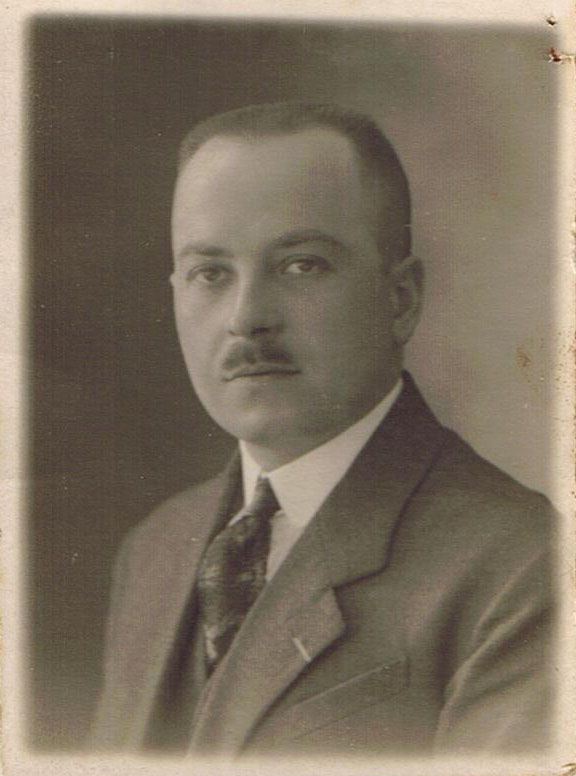
Docteur Ivan Colmant, un récipiendaire de la Croix du Prisonnier Politique 1940-1945

La Croix du prisonnier politique 1940-1945 (néerlandais : Het Politieke Gevangenkruis 1940–1945) était une décoration commémorative belge créée par arrêté du Régent le 13 novembre 1947.  Elle était décernée aux citoyens belges qui furent arrêtés et emprisonnés par les Allemands au titre de prisonniers politiques durant la Seconde Guerre mondiale.  La croix pouvait être accordée à titre posthume et portée par la veuve, la mère ou le père du défunt.

## Insigne
La Croix du prisonnier politique 1940-1945 était une croix pattée argentée d'une largeur de 37 mm avec un médaillon central d'un diamètre de 2 cm entouré d'un fil de fer barbelé en relief sur les deux côtés de la décoration.  L'avers du médaillon  arborait un triangle inversé émaillé de rouge et portant une lettre « B » en émail noir à son centre. Le triangle rouge avec le B noir représentait l'insigne que les internés devaient porter les identifiants en tant que prisonniers politiques belges. Au revers, le médaillon était émaillé de noir et arborait les millésimes argentés « 1940 » et « 1945 » sur deux lignes. 
La croix était suspendue par un anneau passant latéralement au travers d'un barillet de suspension au haut de la décoration, à un ruban blanc de soie moirée d'une largeur de 38 mm avec des bandes longitudinales bleues larges de 3 mm et équidistantes de 3 mm.  Le blanc et le teint de bleu du ruban représentaient les couleurs des uniformes des prisonniers.
Des barrettes argentées arborant jusqu'à quatre étoiles à cinq ou six pointes pouvaient être portées sur le ruban.  Chaque étoile individuelle représentait six mois d'emprisonnement. Par contre, certains récipiendaires optèrent pour des étoiles individuelles portées directement sur le ruban.  Une barrette en émail noir était portée sur le ruban au-dessus des barrettes argentées lorsque la décoration était attribuée à titre posthume.

## Récipiendaires illustres (liste partielle)
- Comtesse Andrée De Jongh
- Elizabeth Sneyers (ou Betty Depelsenaire)
- Capitaine-commandant Ghislain de Behault
- Geneviève de Wavrin Villers-au-Tertre, épouse de Behault, avec 4 étoiles
- Capitaine Charles de Hepcée
- Docteur Ivan Colmant
- Baron Paul Halter
- René Henri chevalier Bauduin
- Walter Ganshof van der Meersch
- Fernand Hanssens
- Alice Itterbeek
- Lucien Wercollier
- Major-général Paul Jacques
- Lieutenant-général de Gendarmerie Oscar-Eugène Dethise
- Alfons Vranckx
- Vicomte Omer Vanaudenhove
- Baron Gilbert Thibaut de Maisières
- Comte Jean d’Ursel
- Comte Georges Moens de Fernig
- Victor Michel, Réseau Socrate, Membre du Parlement Européen
- François Ernest Samray, avec 7 étoiles
- Nadejda Reznic (veuve STIERS)
- André Gilliard, avec 6 étoiles
- Chevalier Jacques Pastur, lieutenant-colonel